# Ведерников Борис Олексійович
Борис Олексійович Веде́рников (нар. 31 грудня 1906, Катеринослав — пом. 10 березня 1981, Київ) — український радянський архітектор; член Спілки архітекторів України з 1934 року.

## Біографія
Народився 31 грудня 1906 року в місті Катеринославі (тепер Дніпро, Україна). 1937 року закінчив Київський інженерно-будівельний інститут.
Помер в Києві 10 березня 1981 року.

## Споруди
Співавтор проєктів:
- у Києві:
  - Будинку проектних організацій (1955; співавтори Олексій Тацій, Михайло Іванюк);
  - Центрального стадіону (1967);
- гуртожитки для студентів у Харкові, Одесі, Донецьку (1935–1937; співавтори Олексій Тацій, Микола Іванченко);
- типових шкіл у містах СРСР (1966–1967) (зокрема проєкт 2-02-27);
- комплексу будинків відпочинку в Дніпродзержинську.